# Психическая причинность
Психическая причинность, также Ментальная каузальность (англ. Mental Causation) — причинно-следственное отношение сознания и физического мира, в частности, влияние сознания человека на его поведение. В повседневной жизни и научной практике взаимодействие между сознанием и физическим миром считается само собой разумеющимся. Влияние психических состояний и процессов на поведение человека признано в качестве установленного факта и в житейской психологии, и в научной психологии, и в философии психологии.
При этом в современной философии сознания и когнитивной науке проблема психической причинности является предметом обширных дискуссий. Это обусловлено сложностью объяснения взаимодействия нематериального сознания и материи в теоретических рамках, заданных картезианской картиной мира. Хотя подавляющее большинство современных философов и учёных отвергает картезианский субстанциальный дуализм, многие из них сохраняют приверженность картезианской идее о фундаментальном различии между психическим и физическим.
Основная сложность решения проблемы психической причинности состоит в том, как непротиворечивым образом совместить принцип каузальной замкнутости физического мира и нередуцируемость психических свойств к физическим свойствам. Психическая причинность является одной из важнейших составляющих психофизической проблемы и включает в себя несколько аспектов, в том числе: связь между сознанием и телом; свободу воли; моральную ответственность; проблему каузальной парности; закон сохранения энергии; каузальную замкнутость физического мира и исключение сверхдетерминации.

## История вопроса
Вопросы, связанные с психической причинностью, рассматриваются в некоторых древних текстах, например, в трактате Платона «Федон» и трактате Аристотеля «О душе». Однако собственно проблема психической причинности гораздо моложе множества других важнейших философских проблем. Это объясняется тем, что в античной и средневековой философии не был известен ни принцип каузальной замкнутости физического мира, ни принцип сохранения энергии.

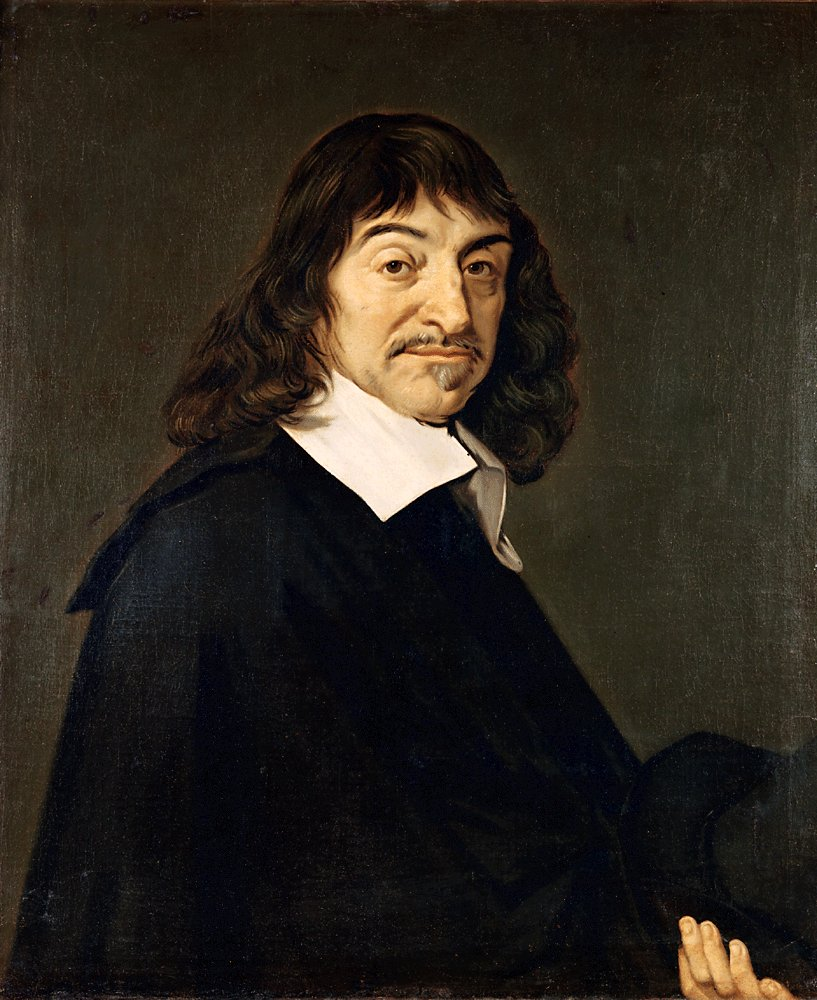
Рене Декарт

Постановка проблемы психической причинности связана с началом физико-механистического мышления, получившего распространение в европейской философии в первую очередь благодаря трудам Рене Декарта. Этот мыслитель выдвинул идею о существовании двух обособленных субстанций — мыслящей (res cogitans) и протяжённой (res extensa). Данная идея, опирающаяся на традиционные христианские представления о душе, которая продолжает своё существование после смерти тела, получила название «субстанциальный дуализм». Выдвинутая Декартом теория была предназначена для решения ряда философских головоломок, связанных с восприятием внутренних переживаний и внешнего мира, и не включала в себя рассмотрение психофизической причинности. Однако вскоре после создания данной теории Декарт столкнулся с необходимостью решения проблемы влияния мыслящей субстанции на протяжённую субстанцию.

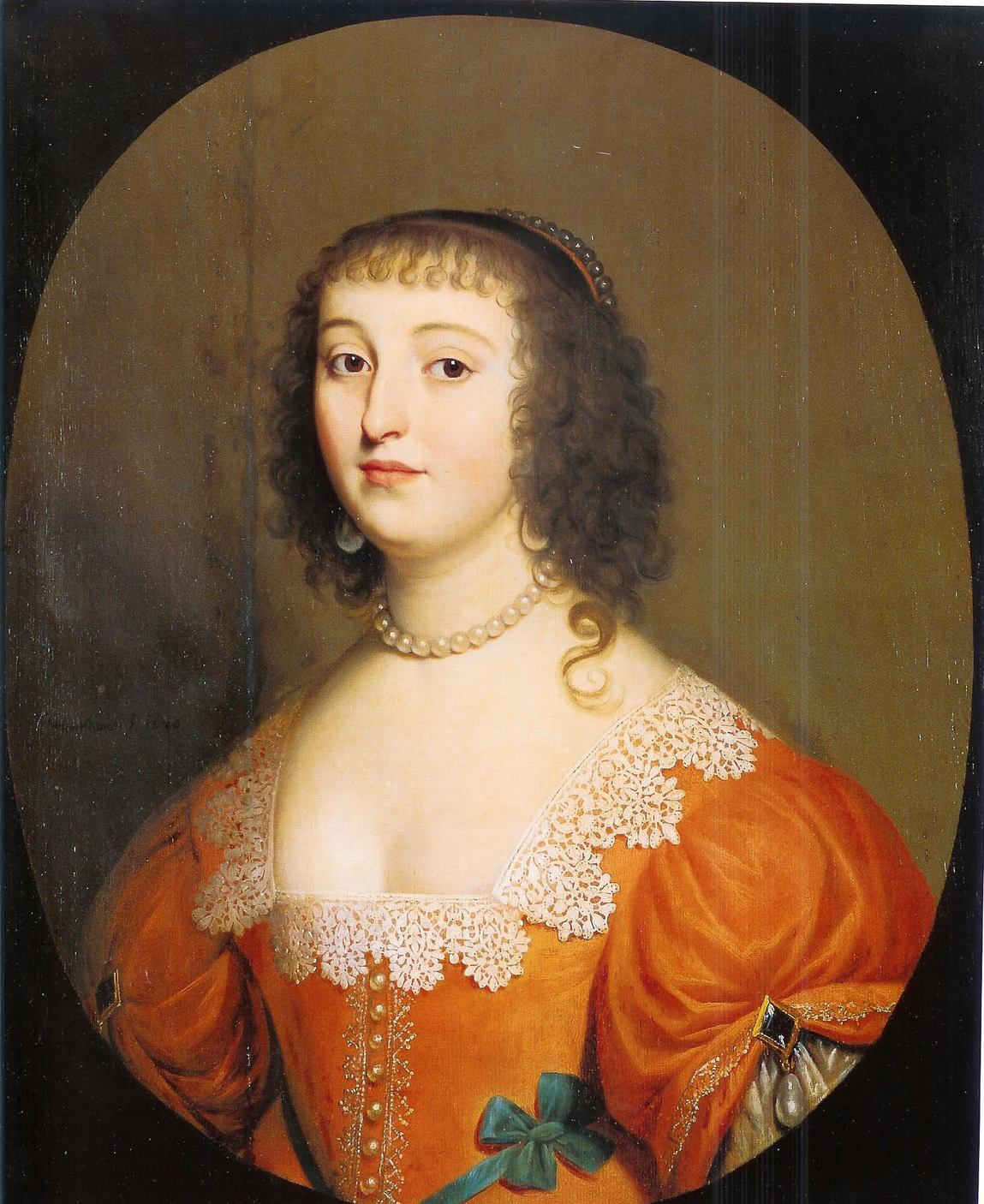
Елизавета Богемская

В 1643 году принцесса Елизавета Богемская написала письмо Декарту, потребовав от него объяснений по поводу того, как возможно, чтобы человеческая душа могла определять движение животных духов в человеческом теле, если она является нематериальной сущностью. Декарт заявил, что связь между душой и телом осуществляется через шишковидное тело, при этом закон сохранения энергии не нарушается, поскольку душа не оказывает прямого воздействия на физический мир, а влияет на него лишь косвенно, изменяя направление движения энергии. Это решение проблемы психической причинности удовлетворило очень немногих мыслителей, и в последующие столетия данная проблема стала одним из наиболее значимых философских вопросов. При этом она была переформулирована несколькими различными способами в соответствии с современными философскими и научными представлениями.

## Виды причинности в контексте взаимодействия сознания и тела
Ментальная каузальность в метафизике, как утверждают, находится «в самом сердце проблемы сознание-тело», зачастую играя непосредственную роль в том, как формулируется эта проблема.
Макс Велманс указывает четыре возможных варианта причинности с участием сознания и тела:
- влияние физической причины на физическое следствие. Этот вид причинности общепризнан в конвенциональной медицине, которая использует физическое вмешательство для устранения физиологических нарушений.
- влияние физической причины на психическое следствие. Этот вид причинности общепризнан в психиатрии и служит основой использования психоактивных препаратов, нейрохирургических методов и т. д.
- влияние психической причины на психическое следствие. Этот вид причинности общепризнан во многих видах психотерапии, включая гипноз (который показывает неэффективность как средство терапии[13][14] и описывается исследователями как форма самообмана[15][16][17][18][19] гипнотизируемого индивида).
- влияние психической причины на физическое следствие. Этот вид причинности является теоретической базой психосоматической медицины (которая является разновидностью поведенческой терапии, консультационно-контактную психотерапию, эндокринологию и физиотерапию), основывающейся на том, что для состояния пациента важны эмоциональные, социальные, поведенческие и другие психологические факторы.[20][21] См. также критику этой отрасли. Не считая неэффективности и даже вреда,[22] предметом критики является так же то, что психомедики пытаются лечить такие заболевания как Целиакия, болезнь Лайма и фибромиалгия посредством психоаналитической консультации[23] вместо общепринятого в медицине лечения.

Существует четыре возможных философских подхода к решению проблемы взаимодействия между сознанием и телом:
- редукционизм — точка зрения, отождествляющая сознание и тело;
- параллелизм — точка зрения, согласно которой сознание и тело не оказывают никакого воздействия друг на друга, при этом психические причины порождают только психические следствия, а физические причины порождают только физические следствия;
- эпифеноменализм — точка зрения, согласно которой тело оказывает воздействие на сознание, но само не испытывает никаких воздействий со стороны сознания;
- интеракционизм — точка зрения, согласно которой сознание и тело оказывают воздействие друг на друга.

Из этих четырёх подходов редукционизм, параллелизм и эпифеноменализм не предполагают существования психической причинности, однако они не пользуются значительной поддержкой среди современных философов сознания и учёных. В настоящее время подавляющее большинство психологов являются сторонниками интеракционистского подхода, хотя среди эмпирических исследователей сознания имеется очень немногочисленное, но постепенно растущее число сторонников эпифеноменализма (например, Дэниел Вегнер). В современной философии сознания доминирующим направлением является нередуктивный физикализм, который, так же как и интеракционизм, требует решения проблемы психической причинности.
По другим данным, в современно философии сознания домининрующим направлением является элиминативный материализм, принимающий редукционизм по умолчанию, а для объяснения кажущейся людям «психической причинности» объединяющий эпифеноменализм и редукционизм — получая в итоге различные варианты иллюзионизма. Все указанные выше (по Велмансу) виды «влияния психики» на организм объясняются в рамках элиминативного материализма и иллюзионизма без использования предпосылки или гипотезы о дуализме (в том числе о дуализме свойств). То есть объясняются как нейро-вычислительные, физиологические явления. И как процессы, порождающие искажённые продукты восприятия того, как работают эти самые процессы. При этом исследователи не отрицают, что существуют психика и психическая причинность — они лишь говорят, что психика не является нефизической и что психическая причинность бывает реальной (под этим термином объединяются все те нейрональные (обычно неосознаваемые) процессы, поведенческое обуславливание и пр., которые фактически приводят к действиям индивида, и которые являются предметом исследований неврологии, этологии и экспериментальной психологии), а бывает — кажущейся (под этим термином объединяются представления и ощущения (общее название — интроспекции) людей о том, как их «ментальные» события приводят к их же действиям). И задачей исследователей при таком подходе становится объяснение реальных механизмов причинности и объяснение реальных механизмов восприятия, порождающих ощущения и представления о кажущейся причинности.

## Каузальная замкнутость физического мира
Одним из современных вариантов формулировки проблемы психической причинности является проблема каузальной замкнутости физического мира. Этот вариант проблемы психической причинности получил наиболее подробное по сравнению с другими вариантами освещение в современной академической литературе в разных формулировках. Чаще всего используются две формулировки: «физическая полнота Вселенной» (Completeness of the Physical) и «каузальная замкнутость физического» (Physical Closure). Согласно данному принципу, любое физическое следствие имеет достаточную физическую причину для своего появления. Физическая Вселенная содержит в себе всё необходимое для полного причинного объяснения любого своего элемента и является «полной» или «замкнутой» в том смысле, что для такого объяснения не требуется никаких нефизических причин. Этот принцип применим и к поведению человеческого тела. Существуют различные вариации данного принципа, различающиеся по силе ограничений. Слабые версии принципа физической полноты Вселенной ничего не говорят о принципиальной возможности воздействия нефизических причин на физические следствия, тогда как сильные версии прямо исключают такую возможность. При этом слабые версии принципа каузальной замкнутости физического допускают вероятностную причинность, тогда как сильные версии открыто базируются на жёстком детерминизме. Кроме того, слабые версии могут применяться исключительно для объяснения процессов в человеческом теле.
Поскольку слабые версии принципа физической полноты Вселенной не исключают принципиальной возможности воздействия нематериальных душ на материальные тела, в современной академической литературе при рассмотрении данной проблемы получил широкую поддержку принцип исключения сверхдетерминации. Согласно этому принципу, при объяснении физических следствий необходимо отказаться от использования двойных причинных цепей, каждая из которых включает в себя цепь физических причин и цепь нефизических причин, поскольку использование сверхдетерминации представляет собой ненужное усложнение причинного объяснения и порождает громоздкие логические конструкции.
Хотя принцип физической полноты Вселенной и принцип исключения сверхдетерминации пользуются широкой поддержкой в академической среде, многие известные философы и учёные подвергают их критике. Так, американский философ Линн Раддер Бейкер отметила, что причинная действенность ментального является вездесущим и бесспорным фактом, а потому она должна рассматриваться в качестве обязательной предпосылки при построении любых объяснений человеческого поведения. Хотя Бейкер не является сторонницей картезианского дуализма, она утверждает, что принцип каузальной замкнутости физического должен быть отброшен, если он на практике мешает обыденным или научным объяснениям, так как практические интересы имеют приоритет перед любыми абстрактными метафизическими принципами, с которыми они конфликтуют. Другие исследователи утверждают, что принцип каузальной замкнутости физического порождает причинные разрывы в физическом мире, так что он может быть опровергнут с точки зрения современной физики. Кроме того, принцип каузальной замкнутости физического отвергают философы и учёные, являющиеся сторонниками эмерджентизма.

## Проблема подбора пар
Другая версия проблемы ментальной каузальности — проблема каузальной парности (the causal pairing problem). Отношения парности в физическом мире представляют собой отношения, связывающие конкретную причину с конкретным следствием. Если две причины идентичны, то теоретически они могут привести к одному и тому же следствию, однако в силу отношений парности они приводят в физическом мире к двум разным следствиям. Например, если два совершенно одинаковых пистолета выстреливают одновременно, в результате чего выстрел из первого пистолета приводит к смерти одного человека, а выстрел из второго пистолета — к смерти другого человека, то связь между причинами и следствиями обусловлена отношениями парности (то есть пространственными отношениями). Иная ситуация возникает, если представить две одинаковые души Д1 и Д2, каждая из которых взаимодействует с одним из тел Т1 и Т2. Поскольку души нематериальны, то душа Д1 не может находиться ближе к телу Т1, чем к телу Т2 (то же верно и для души Д2), а потому основания для установления парных отношений отсутствуют.
Одним из возможных решений проблемы трудности установления пар является аргумент об индивидуалистических свойствах. Общие свойства обеспечивают возможность взаимодействия между объектами одного класса. Например, любой замок определённой конфигурации может быть открыт любым ключом, который подходит к данной конфигурации. В противоположность общим свойствам, индивидуалистические свойства определённого ключа позволяют ему открыть только один замок, но не позволяют ему открыть другие замки, которые абсолютно ничем не отличаются от этого замка. Точно так же душа может обладать свойствами, которые позволяют ей взаимодействовать только с одним телом, но не позволяют ей взаимодействовать с любым другим телом. Этот аргумент носит схоластический характер, так как возможность существования ключа с индивидуалистическими свойствами в физическом мире не доказана.

## Проблема психической причинности в когнитивной нейронауке
Отличительная особенность рассмотрения проблемы психической причинности в когнитивной нейронауке заключается в том, что вместо рассмотрения взаимосвязи между психическими событиями и поведением или между сознанием и телом (как в психологии и в философии сознания) нейроучёные рассматривают взаимосвязь между психическими событиями и событиями в мозге. Швейцарский нейробиолог Мартин Куртен отмечает, что при этом нейронаучные исследования могут продемонстрировать только одновременное возникновение психических событий и нейронных коррелятов сознания, но не могут доказать наличие причинно-следственных отношений между ними (это относится как к влиянию психических процессов на мозговые процессы, так и к влиянию мозговых процессов на психические процессы). Эта сложность обусловлена тем, что в данном случае нейронаука сталкивается с необходимостью устанавливать причинно-следственные связи с участием нефизических событий, то есть событий, выходящих за рамки компетенции науки. Попытки установить такие связи в нейронауке могут быть сделаны только на основе дотеоретических допущений, то есть на основе философских убеждений учёных, а не на основе научных исследований.

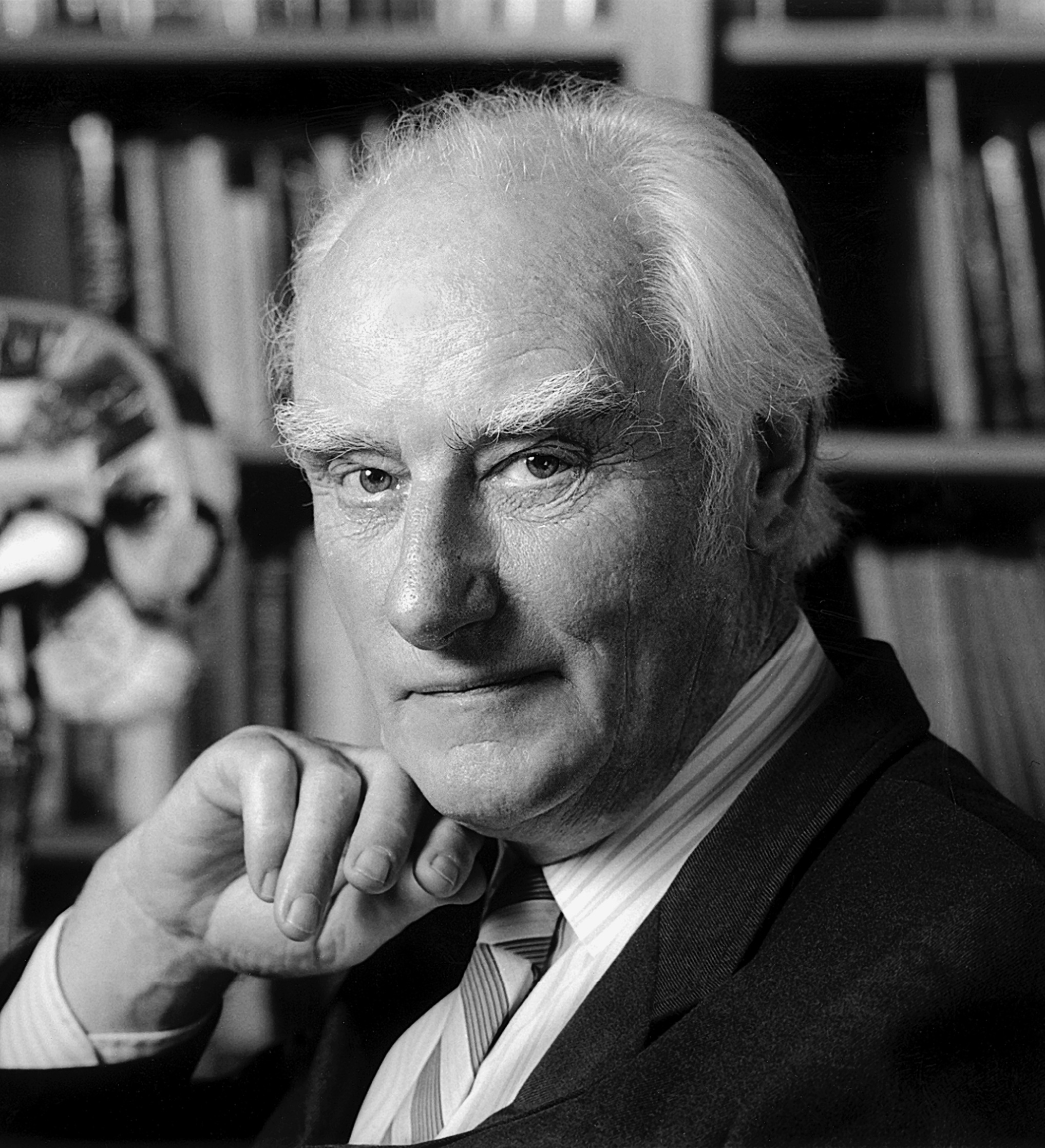
Фрэнсис Крик

Одна из главных трудностей в решении проблемы психической причинности в когнитивной нейронауке состоит в том, что многие учёные скептически относятся к философии и уделяют основное внимание эмпирическим исследованиям. Важную роль в смягчении скепсиса нейроучёных к проблемам философии сознания сыграли нейробиологи Фрэнсис Крик и Кристоф Кох, которые в конце XX столетия способствовали преодолению бихевиористского подхода в нейронауке к обсуждению сознания, свободной воли и психической причинности. В философии аналогичную роль сыграли Патрисия Чёрчленд и Пол Чёрчленд, которые привлекли внимание философского сообщества к достижениям нейронауки .

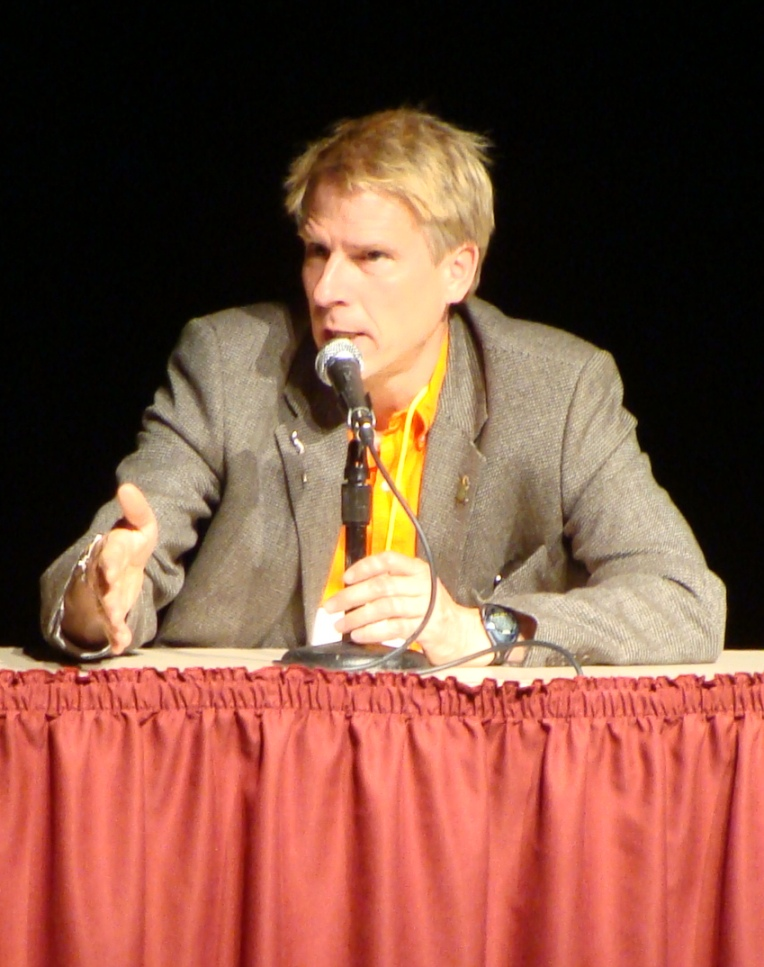
Кристоф Кох

Большинство постбихевиористских нейроучёных отвергает точку зрения эпифеноменализма, согласно которому психические состояния (квалиа) не могут служить причинами человеческих действий. Нейроучёные предпочитают руководствоваться не логическими умозаключениями, предлагаемыми философами, а фактами, которые подтверждают каузальную действенность субъективного опыта. При этом в современной нейронауке распространён редукционистский подход к исследованиям сознания, который исключает проблему психической причинности. Американский нейробиолог Питер Ульрик Цзе объясняет это опасениями относительно того, что отказ от редукционизма может привести либо к дуализму, либо к отказу от физикализма. Он считает такие опасения необоснованными: по его мнению, вполне возможно признавать существование психической причинности, оставаясь при этом физикалистом.
Бернард Баарс указывает, что разногласия между учёными, возникающие в ходе дискуссии по поводу причинной роли сознания, обусловлены различиями в понимании терминов «сознание» и «субъективный опыт». При дуалистическом подходе, отличающем субъективный опыт от физического мира, взаимодействие между ментальным и физическим выглядит парадоксальным. Однако при натуралистическом подходе, который рассматривает сознание как один из множества эмпирических научных конструктов, никакого парадокса не возникает. Одна из наиболее влиятельных современных нейробиологических теорий сознания — разработанная Баарсом теория глобального рабочего пространства — признаёт причинную действенность сознания. Эта точка зрения была поддержана крупнейшими нейробиологами Джералдом Эдельманом, Джулио Тонони, Питером Ульриком Цзе.
В настоящее время (по словам У. Тзе) нейронаука и философия зашли в тупик в рассмотрении взаимосвязи психического и физического, но по разным причинам. Философия использует в качестве основных инструментов логическую аргументацию, мысленные эксперименты (включая помпы для интуиции) и убеждённость, которые не позволяют найти объективные решения проблемы психической причинности. Нейронаука занимается наблюдениями за процессами обработки информации на уровне нейронных цепей с использованием методов, которые неадекватны для расшифровки этих процессов, поскольку не позволяют одновременно провести измерения тысяч нейронов, принадлежащих к одной и той же цепи. В этой связи Питер Ульрик Цзе высказал мнение, что решение проблемы психической причинности может быть найдено путём объединения усилий философов и нейроучёных, в ходе которого философы начнут формулировать фальсифицируемые предсказания, а нейроучёные начнут изучать философскую литературу и проводить эксперименты, направленные на решение глубоких философских вопросов. С другой стороны, подобное описание «тупика» нейронауки является проблемным, так как нейронаука — обширная отрасль, в которой используются далеко не только средства регистрации маленьких нейронных цепей (что действительно создавало бы проблему при интерпретации «высокоуровневых» «психических» процессов), но в ней равно используются и данные о поведении, психологические эксперименты, данных психиатрии и нейропсихологии, учитывается интроспекция и т. д. — а это как раз и есть учёт психических состояний в целом. Также, одной из тенденций в нейровизуализационных исследованиях является переход к анализу крупномасштабной связности и динамики нейросетей.